# Manau
I Manau sono un gruppo musicale francese. Il gruppo si è formato nel 1998 a Parigi.
La loro musica propone una combinazione dei classici beat dell'hip hop con la musica celtica.
Altri artisti che esprimono lo stesso stile musicale sono Ashley McIsaac, Black 47 e House of Pain.

## Formazione
- Martial Tricoche - cantautore, voce
- Cédric Soubiron - compositore, voce, DJ, programmazioni
- RV Lardic - compositore, voce, basso, fisarmonica, piano, chitarra, tastiere
- Grégor Gandon - compositore, programmazioni, violino
- Loïc Taillebrest - cornamusa, bombarda
- Laurent Vernerey - contrabasso, basso
- Manu Vergeade - chitarra
- Anne Mispelter - arpa
- Eric Mula - tromba
- Anne-Gaëlle Bisquay - violoncello
- Elsa Kalfoglou e la sua troupe - coro
- Dj Ki (Carlo Gonella) - featuring in arrangiamenti, turntablism, composizione

## Discografia
Album
- 1998 - Panique celtique
- 2000 - Fest noz de Paname
- 2005 - On peut tous rêver
- 2007 - Best of
- 2007 - Seul et en silence
- 2011 - Panique celtique II: Le village
- 2013 - Fantasy
- 2015 - Koulhamaçourse